# Eucalyptus forrestiana
Espèce
Classification phylogénétique
Eucalyptus forrestiana, l’eucalyptus fuchsia, est une espèce de plantes à fleurs du genre Eucalyptus et de la famille des Myrtaceae. C'est un arbuste que l'on trouve uniquement dans la région d'Esperance en Australie occidentale. Il doit son nom au botaniste écossais George Forrest (1873-1932).

## Sous-espèces
- Eucalyptus forrestiana subsp. dolichorhyncha Brooker
- Eucalyptus forrestiana subsp. forrestiana

## Description
C'est un mallee de 1.5 à 6 mètres de haut et de 3 à 3,5 m de large, avec une écorce lisse, des bourgeons d'un rouge brillant, des fleurs jaunes et des fruits rouges qui ressemblent beaucoup à des fleurs de fuchsia d'où son nom.

## Distribution
On le retrouve  autour des lacs salés d'Australie Occidentale et sur les plaines sablonneuses entre Ravensthorpe et Cape Arid National Park.